# Aubréville
Aubréville är en kommun i departementet Meuse i regionen Grand Est (tidigare regionen Lorraine) i nordöstra Frankrike. Kommunen ligger i kantonen Clermont-en-Argonne som tillhör arrondissementet Verdun. År 2022 hade Aubréville 367 invånare.

## Befolkningsutveckling
Antalet invånare i kommunen Aubréville
| Referens: INSEE |